# إديغفيلد (كارولاينا الجنوبية)
إديغفيلد (بالإنجليزية: Edgefield, South Carolina)‏ هي بلدة أمريكية تقع في الولايات المتحدة في مقاطعة إيدجفيلد. يقدر عدد سكانها بـ 4,449 نسمة ومساحتها 10.7 كم2 ووترتفع عن سطح البحر 162 متر.

## التركيبة السكانية
حدّد مكتب تعداد الولايات المتحدة بيانات التركيبة السكانية لإديغفيلد في تعداد الولايات المتحدة. في ما يلي، التركيبة السكانية حسب تعدادي 2000 و2010.

### تعداد عام 2000
بلغ عدد سكان إديغفيلد 4,449 نسمة بحسب تعداد عام 2000، وبلغ عدد الأسر 1,080 أسرة وعدد العائلات 698 عائلة مقيمة في البلدة. في حين سجلت الكثافة السكانية 397.6 نسمة لكل كيلومتر مربع (1,029.8/ميل2). وبلغ عدد الوحدات السكنية 1,229 وحدة بمتوسط كثافة قدره 109.8 لكل كيلومتر مربع (284.4/ميل2).
وتوزع التركيب العرقي للبلدة بنسبة 38.82% من البيض و59.92% من الأمريكيين الأفارقة و0.49% من الأمريكيين الأصليين و0.31% من الأمريكيين ذوي الأصول الآسيوية و0.18% من الأعراق الأخرى و0.27% من عرقين مختلطين أو أكثر و4.47% من الهسبانيون أو اللاتينيون من أي عرق.
بلغ عدد الأسر 1,080 أسرة كانت نسبة 32.5% منها لديها أطفال تحت سن الثامنة عشر تعيش معهم، وبلغت نسبة الأزواج القاطنين مع بعضهم البعض 37.8% من أصل المجموع الكلي للأسر، ونسبة 23.2% من الأسر كان لديها معيلات من الإناث دون وجود شريك،  بينما كانت نسبة 3.6% من الأسر لديها معيلون من الذكور دون وجود شريكة وكانت نسبة 35.4% من غير العائلات. تألفت نسبة 32.9% من أصل جميع الأسر من عدة أفراد يعيشون في نفس المنزل ونسبة 16.9% كانت تتألف من شخص يعيش بمفرده يبلغ من العمر 65 عاماً أو أكثر. وبلغ متوسط حجم الأسرة المعيشية 2.34، أما متوسط حجم العائلات فبلغ 2.96.
بلغ العمر الوسطي للسكان 35.8 عاماً. وكانت نسبة 14.1% من القاطنين تحت سن الثامنة عشر، وكانت نسبة 4.8% بين الثامنة عشر والرابعة والعشرين عاماً، ونسبة 14.5% كانت واقعةً في الفئة العمرية ما بين الخامسة والعشرين والرابعة والأربعين عاماً، ونسبة 13.1% كانت ما بين الخامسة والأربعين والرابعة والستين، ونسبة 10.2% كانت ضمن فئة الخامسة والستين عاماً فما فوق. يوجد لكل 100 أنثى 79.8 ذكر، ويوجد لكل 100 أنثى في الثامنة عشر من عمرها فما فوق 74.3 ذكر.
بلغ متوسط دخل الأسرة في البلدة 24,977 دولارًا، أما متوسط دخل العائلة فبلغ 30,721 دولارًا. وكان متوسط دخل الذكور 25,478 دولارًا مقابل 23,462 دولارًا للإناث. وسجل دخل الفرد الخاص بالبلدة 8,125 دولارًا. وكانت نسبة 20.7% من العائلات ونسبة 25% من السكان تحت خط الفقر، وكان من هؤلاء نسبة 35.4% تحت سن الثامنة عشر ونسبة 23.2% في الخامسة والستين من العمر وما فوق.

### تعداد عام 2010
بلغ عدد سكان إديغفيلد 4,750 نسمة بحسب تعداد عام 2010، وبلغ عدد الأسر 1,099 أسرة وعدد العائلات 641 عائلة مقيمة في البلدة. في حين سجلت الكثافة السكانية 424.5 نسمة لكل كيلومتر مربع (1,099.4/ميل2). وبلغ عدد الوحدات السكنية 1,227 وحدة بمتوسط كثافة قدره 109.7 لكل كيلومتر مربع (284.1/ميل2).
وتوزع التركيب العرقي للبلدة بنسبة 38.95% من البيض و54.13% من الأمريكيين الأفارقة و0.34% من الأمريكيين الأصليين و0.44% من الأمريكيين ذوي الأصول الآسيوية و0.08% من سكان جزر المحيط الهادئ و3.66% من الأعراق الأخرى و2.40% من عرقين مختلطين أو أكثر و11.87% من الهسبانيون أو اللاتينيون من أي عرق.
بلغ عدد الأسر 1,099 أسرة كانت نسبة 30.3% منها لديها أطفال تحت سن الثامنة عشر تعيش معهم، وبلغت نسبة الأزواج القاطنين مع بعضهم البعض 29.6% من أصل المجموع الكلي للأسر، ونسبة 24.9% من الأسر كان لديها معيلات من الإناث دون وجود شريك،  بينما كانت نسبة 3.8% من الأسر لديها معيلون من الذكور دون وجود شريكة وكانت نسبة 41.7% من غير العائلات. تألفت نسبة 37.9% من أصل جميع الأسر من عدة أفراد يعيشون في نفس المنزل ونسبة 15.7% كانت تتألف من شخص يعيش بمفرده يبلغ من العمر 65 عاماً أو أكثر. وبلغ متوسط حجم الأسرة المعيشية 2.24، أما متوسط حجم العائلات فبلغ 2.98.
بلغ العمر الوسطي للسكان 38.7 عاماً. وكانت نسبة 13.5% من القاطنين تحت سن الثامنة عشر، وكانت نسبة 6.4% بين الثامنة عشر والرابعة والعشرين عاماً، ونسبة 40.9% كانت واقعةً في الفئة العمرية ما بين الخامسة والعشرين والرابعة والأربعين عاماً، ونسبة 27.3% كانت ما بين الخامسة والأربعين والرابعة والستين، ونسبة 12% كانت ضمن فئة الخامسة والستين عاماً فما فوق. وتوزع التركيب الجنسي للسكان بنسبة 69.6% ذكور و30.4% إناث.

## أعلام
- أندرو باتلر
- برستون بروكس
- دبليو. جاسبر تالبرت
- ستروم ثورموند
- كلايد إتش هاميلتون